# خليل بن أسعد الصديقي
خليل بن أسعد بن أحمد الصدّيقي يعرف أيضًا بـصديقي زاده (1686 - 1759 م) (1098 - 1172 هـ) فقيه حنفي ومتصوف وشاعر عربي شامي. من أهل دمشق. درس على عدة من العلماء منهم محمد بن إبراهيم الدكدكجي، وعبد الغني النابلسي، وعبد الجليل الحنبلي، وعثمان القطان، وعلي الشمعة، وعبد الرحمن المجلد. فبرز في العلوم الإسلامية والآداب. رحل إلى‌ إسطنبول بعد وفاة والده، ثم عاد إلى دمشق ليتولى إفتاء الحنفية فيها سنة 1722. ثم استقر في إسطنبول حتى وفاته. له «أساس البراهين في بيان ضروريات الدين» ونظم.

## سيرته
هو خليل بن أسعد بن أحمد بن كمال الدين الصديقي الدمشقي. ولد في دمشق بإيالة دمشق العثمانية سنة 1098 هـ/ 1686 م ونشأ بها. حضر الدروس وقرأ على جماعة من العلماء، منهم: محمد بن إبراهيم الدكدكجي، وعبد الغني النابلسي، وعبد الجليل ابن أبي المواهب الحنبلي، وعثمان بن محمود القطان، وعلي الشمعة، وبد الرحمن المجلد ومحمد الكاملي.

لما ذهب جده قاضياً إلى مكة اصطحبه معه للحج مع والده وأقاربه. وبعد وفاة والده ذهب إلى أسطنبول في زمن الوزير رجب باشا ثم عاد إلى دمشق وسكن بها حتى توفي مفتي الحنفية محمد بن إبراهيم العمادي سنة 1153 هـ 1741 م فحل محله في الافتاء. ثم استقال ووذهب إلى أسطنبول ثانياً وسكن بها. كانت له ملازمة مع فيض الله حسن جان زاده ولازم على طريقة المولوية الرومية وسلك طريقهم وتنقل بالمدارس.

توفي في أسطنبول سنة 1172 هـ/ 1759 م. وقيل سنة 1173 هـ، ودُفِن خارج باب أدرنة أحد أبوابها. 

## شعره
من شعره:

## مؤلفاته
- «أساس البراهين في بيان ضروريات الدين».[4]